# WWF Prime Time Wrestling
WWF Prime Time Wrestling foi um programa de televisão que transmitia eventos de wrestling profissional produzido pela World Wrestling Fededation (agora chamada WWE), e esteve no ar entre 1985 e 1993 no canal americano USA Network. Precursor do Monday Night Raw, o Prime Time Wrestling foi um programa semanal de duas horas que apresentava os lutadores da WWF. O programa apresentava algumas lutas principais de outros programas da empresa, além de lutas que aconteciam em eventos ao vivo em grandes arenas como o Madison Square Garden, entrevistas, promos, atualizações nas principais rivalidades e anúncios dos próximos eventos em pay-per-view.